# Maybach GO 6

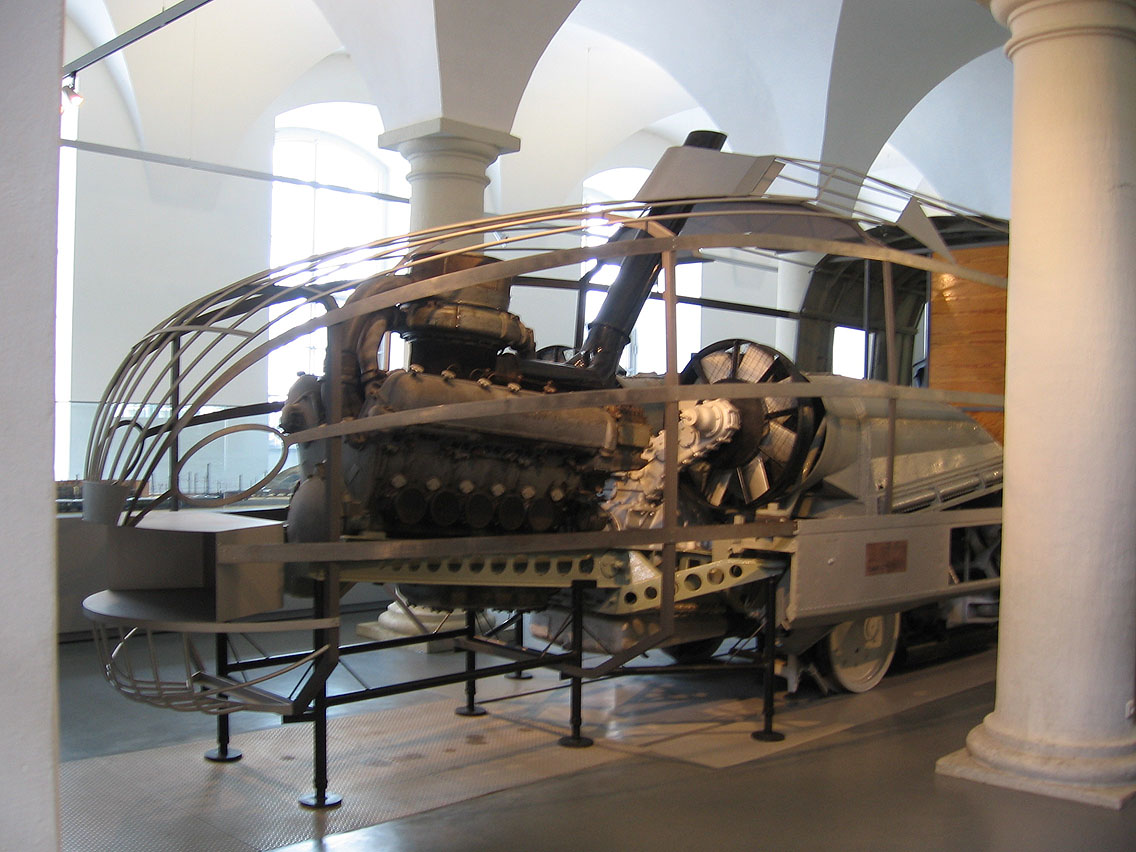
Ein GO 6 in der ausgestellten Antriebseinheit des SVT Kruckenberg

Der GO 6 war ein schnelllaufender Dieselmotor der Maybach-Motorenbau GmbH zum Einbau in dreiteilige Schnelltriebwagen der Deutschen Reichsbahn Gesellschaft und markierte dort den Einstieg in bzw. Umstieg auf dieselhydraulische Antriebe für Triebfahrzeuge. 

## Aufbau und Bauteile
Der Motor ist eine Weiterentwicklung des GO 5, eine detaillierte Beschreibung des Aufbaus ist dort zu finden. Erkenntnisse und Verbesserungen aus dem Betrieb des GO 5 wurden übernommen, so die verstärkte Kurbelwelle mit sechs Gegengewichten und verstärkte Zylinderlaufbuchsen. Neu war der im Zylinderwinkel angeordnete Abgasturbolader, vergrößerte Kolben (Durchmesser 160 mm statt 150 mm), je Zylinder(kopf) zwei Ein- und zwei Auslassventile (statt zuvor je eins) und zentral darin angeordnete Einspritzdüse. Diese Änderungen ermöglichten eine Leistungssteigerung auf 600 PS bzw. 441 kW bei nur geringfügig höherem Gewicht und nahezu unveränderter Grundfläche des Motors.
Motoren mit elektrischer Kraftübertragung wurden über den als Lichtanlassmaschine nutzbaren Hauptgenerator elektrisch gestartet, Motoren mit hydrodynamischem Getriebe hatten mutmaßlich einen Ritzelanlasser. Wie beim Vorgänger konnte der Motor behelfsmäßig auch mit Druckluft gestartet werden. Ein interessantes Foto des einbaufertigen Motors mit hydraulischer Kraftübertragung befindet sich in der Literatur.

### Technische Daten
| Kenngröße                         | Einheit | Wert      | Bemerkung                        |
| --------------------------------- | ------- | --------- | -------------------------------- |
| Nennleistung                      | kW      | 441       | = 600 PS                         |
| Drehmoment bei Nennleistung       | Nm      | 3.008     |                                  |
| Nenndrehzahl                      | min−1   | 1.400     |                                  |
| Leerlaufdrehzahl                  | min−1   | 800       |                                  |
| Zylinderanzahl                    |         | 12        |                                  |
| Zylinderdurchmesser               | mm      | 160       |                                  |
| Kolbenhub                         | mm      | 200       |                                  |
| Hubvolumen                        | cm³     | 48.255    |                                  |
| Verdichtungsverhältnis            |         | 13,5:1    | ohne Aufladung                   |
| mittlere Kolbengeschwindigkeit    | m/s     | 9,3       |                                  |
| mittlerer Arbeitsdruck            | bar     | 8,0       |                                  |
| Steuerzeit:Einlassventil öffnet   | °vOT    | 52        |                                  |
| Steuerzeit:Einlassventil Schließt | °nUT    | 28        |                                  |
| Steuerzeit:Auslassventil öffnet   | °vUT    | 38        |                                  |
| Steuerzeit:Auslassventil schließt | °nOT    | 52        |                                  |
| Kraftstoffverbrauch               | g/kWh   | 242       | bei Volllast                     |
| Ölvorrat                          | l       | 45        | Minimum 25 l                     |
| Kühlwasserinhalt Motor            | l       | 95        |                                  |
| Kühlwasserinhalt Kühlsystem       | l       | 400       |                                  |
| Motormasse                        | kg      | 2.400     | mit Zubehör, ohne Betriebsstoffe |
| Abgasturbolader                   |         | BBC-Büchi |                                  |
| Ansaugvolumen Abgasturbolader     | m3/min  | 55,85     | bei 20 °C                        |
| Ladeüberdruck Abgasturbolader     | bar     | 0,42      |                                  |
| Nenndrehzahl Abgasturbolader      | min−1   | 11.300    |                                  |
| zulässige Abgastemperatur         | °C      | 550       |                                  |

## Mit dem Motor zur Auslieferung ausgerüstete Fahrzeuge
Die Schnelltriebwagen der Bauart SVT Leipzig, SVT Köln und SVT Kruckenberg wurden mit dem GO 6 erstausgerüstet. Zwei der SVT Leipzig sowie das Einzelstück SVT Kruckenberg erhielten dabei erstmals hydrodynamische Getriebe.

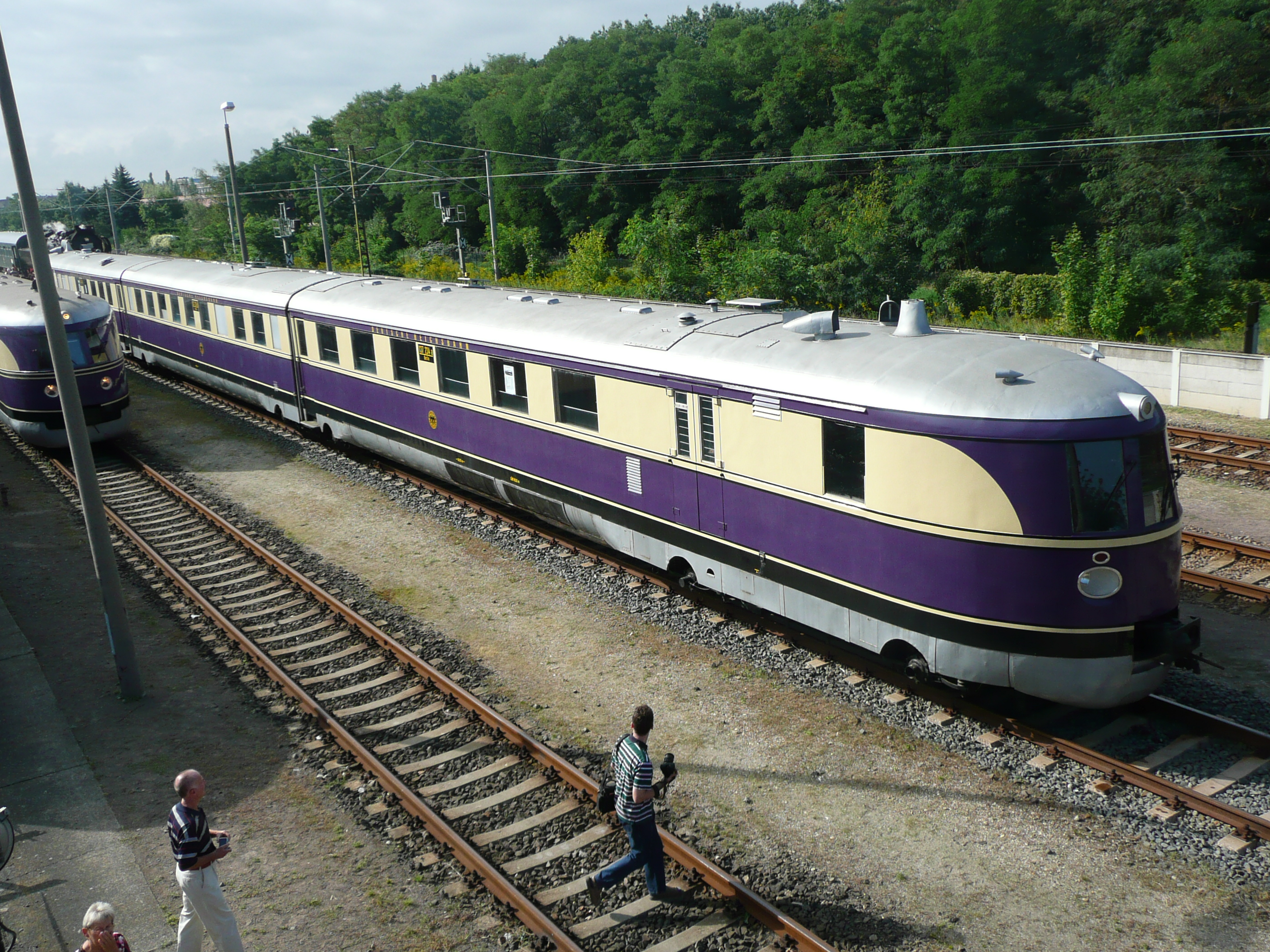
Der erste Triebwagen mit GO 6-Motor war der SVT Leipzig
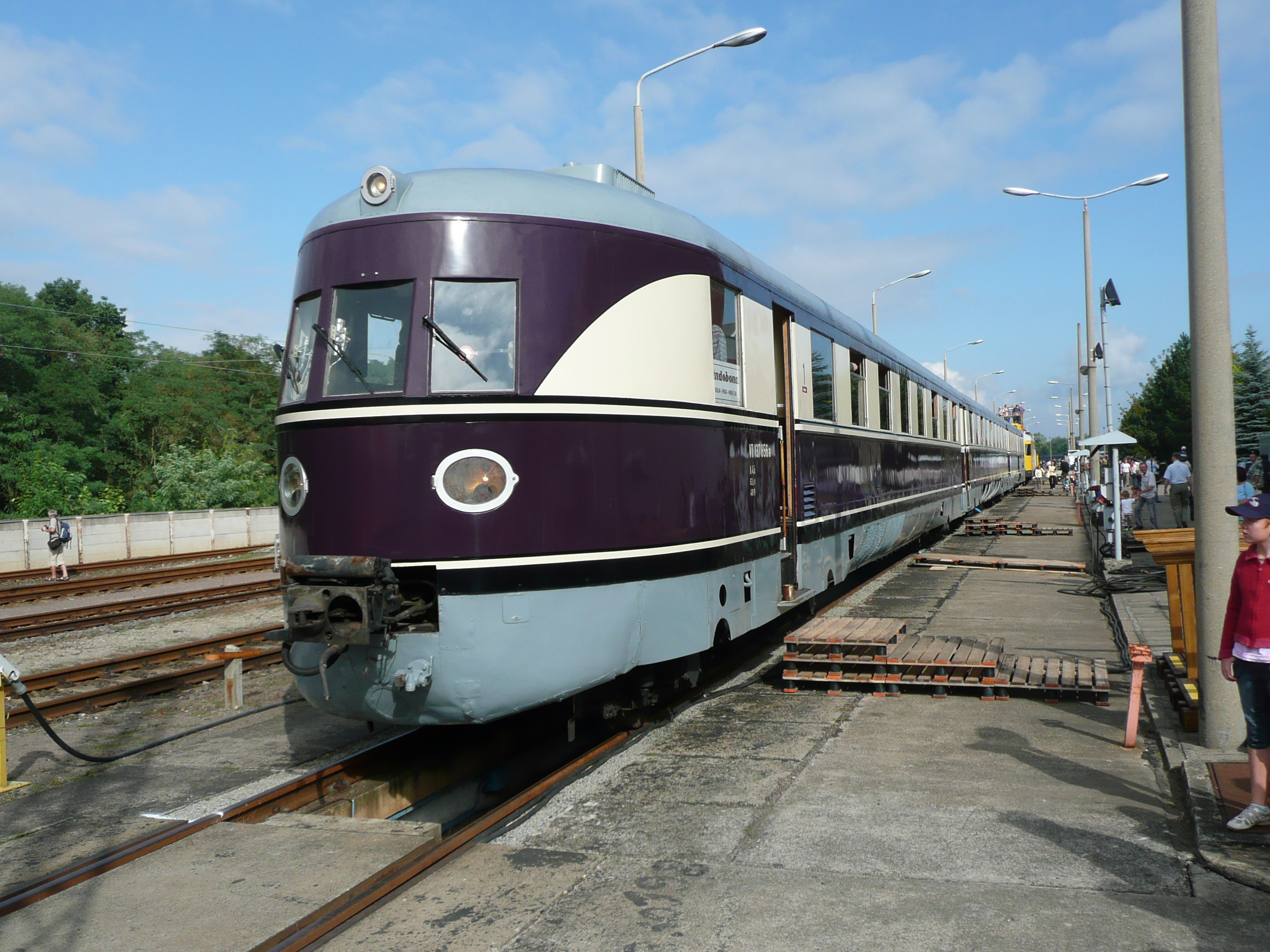
Die Schnelltriebwagen der SVT Köln besaßen ebenfalls GO 6-Motoren

## Betriebserfahrungen
Anfangs erreichten die GO 6 eine ausbaufreie Laufleistung von 46.000 km, der etwas geringere Wert gegenüber Saugmotoren mit Kurbelwelle und Gegengewichten wird in der Literatur nicht begründet, dürfte aber mutmaßlich auf die höhere Leistung des Motors zurückzuführen sein. Durch Maßnahmen in der Instandhaltung und Konstruktionsänderungen konnten die Motoren der Baureihe GO auf eine störungsfreie Laufleistung von 150.000 Kilometern gebracht werden. Für die neu eingeführten Strömungsgetriebe wird im SVT Leipzig anfangs eine ausbaufreie Laufleistung von 50.000 km genannt.

## Weiterentwicklung
1938 wurde mit der Motortype G 6 versuchsweise eine Version mit Vorkammereinspritzung entwickelt. An der Position der Einspritzdüse war die Vorkammer zentral im Zylinderkopf angeordnet. Wie bei den Verbesserungen zuvor wurden auch diese weitergegeben an die Saug- und Reihenmotoren als G 56 von 1938 und G56h von 1939. Ob und in welcher Zahl diese drei Varianten noch vor der kriegsbedingten Stilllegung der Verbrennungstriebwagen eingesetzt wurden, ist unbekannt, jedenfalls hatten die nach Kriegsende entwickelten GTO-Motoren durchgängig Wirbelkammereinspritzung.
Die Maybach-Motorenbau GmbH brachte 1951 mit dem GTO 6 eine grundlegend überarbeitete Weiterentwicklung des GO 6, faktisch eine Neuentwicklung, heraus, mit der die Probleme im Bereich des Kurbeltriebs behoben wurden. Auch diese Änderungen wurden weitergegeben an die Saugmotoren als GTO 56, über den Fortgang bei den Reihenmotoren ist nichts bekannt.